# صندوق الفعاليات الاستثماري
صندوق الفعاليات الاستثماري صندوق سعودي تأسس بموجب الأمر الملكي رقم (أ/91) في عام 2019م (1441هـ) بهدف الارتقاء بصناعة الفعاليات في السعودية، وبناء مواقع فريدة لاستضافة فعاليات بمستوى عالمي في قطاعات: الثقافة والترفيه والسياحة والرياضة.
وفي 17 يناير 2023 أعلن رئيس مجلس إدارة الصندوق ولي العهد السعودي الأمير محمد بن سلمان آل سعود إطلاق صندوق الفعاليات الاستثماري بهدف تطوير بنية تحتية مستدامة لدعم 4 قطاعات واعدة وهي: الثقافة، والسياحة، والترفيه، والرياضة، ويهدف الصندوق إلى زيادة المساهمة الاقتصادية لقطاع السياحة من 3% من الناتج المحلي الإجمالي إلى 10% واستقطاب 100 مليون زائر بحلول عام 2030 عبر تطوير البنية التحتية المستدامة للقطاعات الترفيهية وبناء شراكات استراتيجية لتعظيم الأثر في القطاعات المستهدفة وزيادة فرص جذب الاستثمارات الخارجية، والمساهمة في تحقيق أهداف رؤية المملكة 2030.

## تاريخ الصندوق
- أكتوبر 2019: تأسيس الصندوق بأمر ملكي.
- مارس 2020: موافقة مجلس إدراة الصندوق على وثيقة التوجه الإستراتيجي (المرحلة الأولى).
- نوفمبر 2020: صياغة إستراتيجية الصندوق.
- يناير 2021: موافقة مجلس إدراة الصندوق على الإستراتيجية (المرحلة الثانية).
- فبراير 2021: تشكيل الفريق التنفيذي المؤقت للصندوق.[5]
- 17 يناير 2023: إعلان ولي العهد الأمير محمد بن سلمان آل سعود إطلاق الصندوق.[6]
- 29 سبتمبر 2024: تعيين وهدان القاضي رئيسًا تنفيذيًّا للصندوق خلفاً لنايف بن عبد المحسن الرشيد.[7]

## الأهداف
- تطوير بنية تحتية مستدامة.
- بناء شراكات استراتيجية لتعظيم الأثر في القطاعات المستهدفة.
- زيادة فرص جذب الاستثمارات الخارجية.
- المساهمة في تحقيق أهداف رؤية 2030.[8]

## الإستراتيجية
- زيادة المساهمة الاقتصادية لقطاع السياحة من 3 في المئة من الناتج المحلي الإجمالي إلى 10%.
- استقطاب 100 مليون زائر بحلول عام 2030.
- المساهمة في إجمالي الناتج المحلي بما يعادل 28 مليار ريال بحلول عام 2045.[8]
- تطوير وزيادة فرص الاستثمار المباشرة للشركات والبنوك العالمية.[9]

## أعضاء مجلس الإدارة
| الإسم                                        | المنصب            |
| -------------------------------------------- | ----------------- |
| الأمير محمد بن سلمان بن عبد العزيز آل سعود   | رئيس مجلس الإدارة |
| الأمير عبد العزيز بن تركي الفيصل آل سعود     | عضو               |
| الأمير عبد الله بن بندر بن عبدالعزيز آل سعود | عضو               |
| الأمير بدر بن عبد الله بن فرحان آل سعود      | عضو               |
| الأستاذ أحمد بن عقيل الخطيب                  | عضو               |
| الأستاذ هندي بن عبد الله السحيمي             | عضو               |
| الأستاذ عبد العزيز بن إسماعيل طرابزوني       | عضو               |
| المهندس إبراهيم بن محمد السلطان              | عضو               |
| الدكتور راكان الحارثي                        | عضو               |

## وصلات خارجية
الموقع الرسمي.